# Maoriata
Maoriata là một chi nhện trong họ Orsolobidae.